# Sleeping with the Fishes
Sleeping with the Fishes es una película dramática estadounidense de 2013 dirigida y escrita por Nicole Gomez Fisher y protagonizada por Gina Rodríguez, Ana Ortiz y Priscilla López.

## Sinopsis
Alexis "Lexi" Fish vive en Los Ángeles y trabaja en diversos oficios ocasionales tras la muerte de su esposo. Cuando su tía fallece, ella se traslada a la ciudad de Nueva York y se encuentra con su madre Estella, con la que no tiene la mejor relación. Allí conoce a Dominic, alguien que parece encaminar el curso de su vida, por lo menos al principio.

## Reparto
- Gina Rodríguez es Alexis Fish.
- Steven Strait es Dominic.
- Taylor Black es Summer.
- Ana Ortiz es Kayla.
- Priscilla López es Estella.
- Monica Steuer es Jude.
- John Cariani es Louis.
- Michael Sirow es Daniel.
- Orfeh es la señora Wasserstein.